# Transparent (Fernsehserie)
Transparent (englisches Kunstwort zusammengesetzt aus Transgender und Parent) ist eine US-amerikanische Dramedyserie, die von Joey Soloway für den Video-on-Demand-Anbieter Amazon Instant Video produziert wird. In der Serie verkörpert Jeffrey Tambor eine trans Frau.
Die dritte Staffel der Serie wurde am 23. September 2016 in der englischen Originalversion und deutschen Synchronfassung erstveröffentlicht. Noch bevor die bereits angekündigte dritte Staffel veröffentlicht wurde, wurde die Serie um eine vierte Staffel verlängert.
Nachdem Belästigungsvorwürfe seitens einiger Setmitglieder gegen den Hauptdarsteller Jeffrey Tambor erhoben wurden, verkündete Joey Soloway, die Person, die die Serie entwickelte, dass diese nach fünf Staffeln enden wird und dass Tambor in der finalen fünften Staffel nicht mehr vorkommt.

## Handlung
Die Serie dreht sich um das Leben der Familie Pfefferman, welche aus Transfrau Maura (anfangs Mort) und ihrer Exfrau Shelly sowie den drei gemeinsamen erwachsenen Kindern Sarah, Josh und Ali besteht. Maura ist Rentnerin, früher Professor und Politikwissenschaftler. Das Leben der Familie aus Los Angeles ändert sich schlagartig, als Maura/Mort sich als transgeschlechtlich outet und beschließt, als Frau mit dem Namen Maura weiterzuleben.

## Besetzung und Synchronisation
Die ersten beiden Staffeln wurden bei der TaunusFilm Synchron in Berlin vertont. Seit der dritten Staffel ist die Arena Synchron, ebenfalls in Berlin, für die Synchronisation verantwortlich.
Heinz Freitag schrieb die Dialogbücher der ersten beiden Staffeln und führte bei diesen auch die Dialogregie. Seit der dritten Staffel verfasst Oliver Feld zusammen mit Hans-Achim Günther die Dialogbücher und führt die Dialogregie.

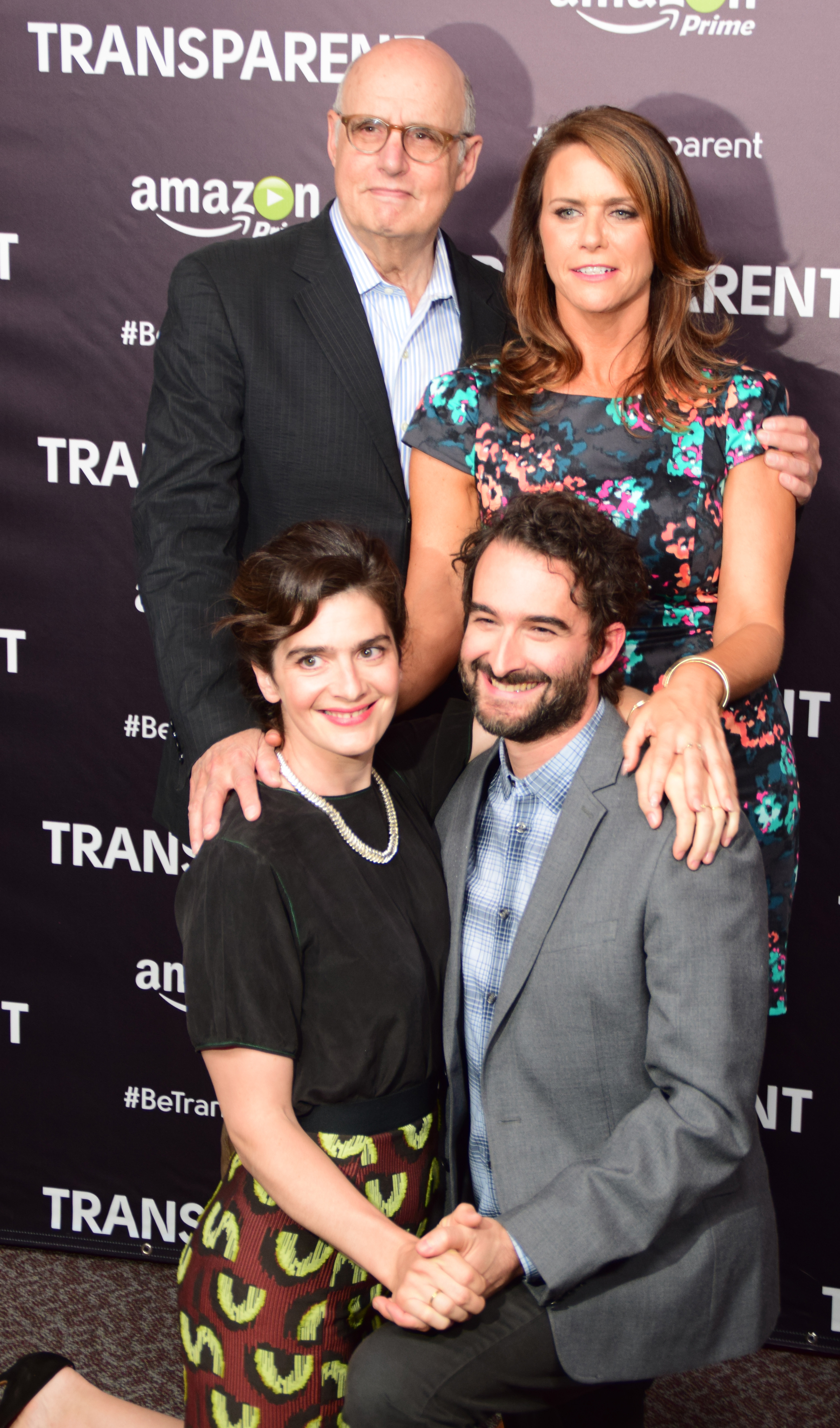
Die Hauptdarsteller von Transparent: Jeffrey Tambor, Amy Landecker, Jay Duplass und Gaby Hoffmann

### Hauptbesetzung
| Schauspieler   | Rollenname                               | Hauptrolle      | Synchronsprecher  |
| -------------- | ---------------------------------------- | --------------- | ----------------- |
| Jeffrey Tambor | Maura Pfefferman, früher Mort Pfefferman | 1.01–4.10       | Uli Krohm         |
| Amy Landecker  | Sarah Pfefferman                         | 1.01–4.10, Film | Elisabeth Günther |
| Jay Duplass    | Joshua „Josh“ Pfefferman                 | 1.01–4.10, Film | Leonhard Mahlich  |
| Gaby Hoffmann  | Alexandra „Ali“ Pfefferman               | 1.01–4.10, Film | Anna Grisebach    |
| Judith Light   | Shelly Pfefferman, geb. Lipkind          | 1.01–4.10, Film | Angelika Bender   |

### Nebenbesetzung
| Schauspieler       | Rollenname                         | Nebenrolle (Staffel) | Synchronsprecher           |
| ------------------ | ---------------------------------- | -------------------- | -------------------------- |
| Rob Huebel         | Len Novak                          | 1.01–4.10            | Peter Flechtner            |
| Zackary Arthur     | Zack Novak                         | 1.01–4.10            | Claude Albert Heinrich     |
| Brett Paesel       | Rita Holt                          | 1.01–4.10            | Ulrike Möckel              |
| Alexandra Billings | Davina Rejennae                    | 1.02–4.10            | Christian Gaul             |
| Trace Lysette      | Shea                               | 1.05–4.10            | Alexander Doering          |
| Emily Robinson     | junge Rose Boymelgreen / junge Ali | 1.07–4.10            |                            |
| Jenny O’Hara       | Bryna                              | 2.01–4.10            | Karin Grüger               |
| Melora Hardin      | Tammy Cashman                      | 1.01–2.07            | Diana Borgwardt            |
| Alyvia Alyn Lind   | Grace                              | 1.01–2.03            |                            |
| Carrie Brownstein  | Syd Feldman                        | 1.01–2.08            | Anne Helm                  |
| Abby Ryder Fortson | Ella Novak                         | 1.01–1.10            | Chloe Albertine Heinrich   |
| Lawrence Pressman  | Ed Paskowitz                       | 1.01–1.10            | Rüdiger Evers              |
| Kiersey Clemons    | Bianca                             | 1.05–2.08            | Marie-Christin Morgenstern |
| Kathryn Hahn       | Raquel Fein                        | 1.05–3.10            | Tanja Geke                 |
| Alex MacNicoll     | Colton                             | 1.10–3.09            | Sebastian Fitzner          |
| Cherry Jones       | Leslie Mackinaw                    | 2.03–3.09            | Kerstin Sanders-Dornseif   |
| Anjelica Huston    | Vicki                              | 2.09–3.07            | Marianne Groß              |

## Produktion und Verbreitung
Bereits im August 2013 wurde Jeffrey Tambor für die zentrale Hauptrolle im Amazon-Piloten Transparent verpflichtet. Nachdem die Pilotfolge am 6. Februar 2014 auf Amazon Instant Video veröffentlicht wurde, bestellte Amazon Mitte März 2014 eine Serie zum Piloten. Die erste Staffel, welche aus neun Episoden und einer veränderten Form der Pilotfolge besteht, wurde am 26. September 2014 veröffentlicht. Im Oktober 2014 wurde die Verlängerung um eine zweite Staffel bekanntgegeben. Am 25. Juni 2015, kurz vor Start der Dreharbeiten zur zweiten Staffel, wurde eine dritte Staffel in Auftrag gegeben.
In Deutschland ist die erste Staffel ebenfalls seit dem 26. September 2014 in Originalsprache abrufbar. Die deutsche Synchronfassung ist seit dem 10. April 2015 abrufbar.
Die zweite Staffel erschien am 11. Dezember 2015 bei Amazon Instant Video auf Englisch mit optionalen Untertiteln. Die deutsche Fassung erschien am 29. Januar 2016.

## Rezeption
Auf Metacritic verzeichnete die erste Staffel ein Rating von 91/100 Punkten.

## Auszeichnungen und Nominierungen
Critics’ Choice Television Award
- Jan. 2016: Auszeichnung in der Kategorie Bester Hauptdarsteller in einer Comedyserie für Jeffrey Tambor

Emmy
- 2015: Nominierung in der Kategorie Beste Comedyserie
- 2015: Auszeichnung in der Kategorie Bester Hauptdarsteller in einer Comedyserie für Jeffrey Tambor
- 2015: Auszeichnung in der Kategorie Beste Regie in einer Comedyserie für Jill Solloway
- 2015: Auszeichnung in der Kategorie Bester Gastdarsteller in einer Comedyserie für Bradley Whitford
- 2016: Auszeichnung in der Kategorie Bester Hauptdarsteller in einer Comedyserie für Jeffrey Tambor

Golden Globe Award
- 2015: Auszeichnung in der Kategorie Beste Serie – Komödie oder Musical
- 2015: Auszeichnung in der Kategorie Bester Serien-Hauptdarsteller – Komödie oder Musical für Jeffrey Tambor
- 2016: Nominierung in der Kategorie Beste Serie – Komödie oder Musical
- 2016: Nominierung in der Kategorie Bester Serien-Hauptdarsteller – Komödie oder Musical für Jeffrey Tambor

Satellite Award
- 2015: Nominierung in der Kategorie Beste Fernsehserie – Komödie/Musical
- 2015: Nominierung in der Kategorie Bester Darsteller in einer Serie – Komödie/Musical für Jeffrey Tambor

Writers Guild of America Award
- 2015: Nominierung in der Kategorie Beste Comedyserie
- 2015: Nominierung in der Kategorie Beste neue Serie
- 2015: Nominierung in der Kategorie Beste Episode einer Comedyserie für Ethan Kuperberg